# José Nicolino de Sousa
José Nicolino de Sousa (1836-1882) foi um presbítero católico brasileiro, de origem indígena, presumivelmente wapixana, macuxi ou uaboy. Tradicionalmente, é considerado como fundador de Oriximiná, no Pará, embora esta informação seja discutível.

## Biografia

### Origens
O local e data de nascimento do padre José Nicolino são controvertidos. Sabe-se que em 1876, num processo movido contra ele em Óbidos, por "abandono de cargo", foi registrado como tendo 40 anos de idade e por local de nascimento a "Vila de Faro". No Diário Oficial do Pará, de 2 de dezembro de 1894, é informada data e local preciso: 10 de agosto de 1836, às margens do rio Jamundá, na Vila de Faro. O religioso seria filho de uma índia, a qual foi citada como Maria Ponciana Garcia (segundo os parentes relacionados no convite para a missa de sétimo dia, em 1882). O pai seria Manuel Pereira de Sousa.
Uma outra origem, divulgada pelo marechal Cândido Rondon que a ouviu de Paulo Inglês de Sousa, vincula a trajetória do padre ao da própria família Sousa. Segundo o relato de Paulo Inglês de Sousa, que o ouviu do pai, o poeta Herculano Marcos Inglês de Sousa, e que teria sido vivenciado pelo pai deste, Marcos Antônio Rodrigues de Sousa, José Nicolino havia sido capturado ainda em criança, quando Marcos Antônio, chefe de polícia do Amazonas, fora ao alto rio Branco controlar uma rebelião indígena; todavia, esta expedição aconteceu em 1858 no rio Uaupés, contra os índios baniwa, baré e warekena. A presença de José Nicolino de Sousa em Óbidos, desde pelo menos 1854, está documentalmente comprovada.

### Educação
Em 1854, José Nicolino foi registrado como aluno do Colégio São Luís Gonzaga em Óbidos, ali constando o nome completo, José Nicolino Pereira de Sousa, entre os pensionistas internos. Continuou seus estudos no seminário episcopal em Belém, sob orientação do bispo Dom Macedo Costa, o qual em maio de 1862 o envia para a França, para concluir sua formação eclesiástica no seminário de Aire.

### Atividade religiosa
O padre José Nicolino só voltaria ao Pará em agosto de 1870, tendo se destacado ao lado de D. Macedo Costa na luta contra a maçonaria e pela romanização da igreja brasileira. Em 1871, o bispo o nomeia vigário coadjutor da paróquia de Cametá. No ano seguinte, tornou-se vigário em Bragança. Teve uma rápida passagem por Monte Alegre, e em 1875, tomou posse na paróquia de Óbidos, pela qual foi responsável até sua morte, em 1882.

## Viagens de exploração
O padre José Nicolino fez três missões de catequese pelo rio Cuminá, afluente do rio Trombetas, em 1876, 1877 e 1882. Os relatos destas viagens foram reunidos no livro "Diário das Três Viagens", publicado em 1946 pela Imprensa Nacional com apresentação do marechal Rondon. Em 1928 e 1929, Rondon havia usado os manuscritos do padre como guia, ao explorar o mesmo rio Cuminá a serviço do Exército Brasileiro.
Embora a historiografia oficial e o próprio Rondon, tenham vinculado às origens indígenas este amor do padre José Nicolino pelas viagens rio acima, a leitura dos diários aponta noutra direção. Em nenhum momento o padre se identifica como indígena, e a estes, se refere como "gentios". Suas viagens não estavam vinculadas a nenhum "impulso atávico", mas simplesmente à necessidade de "catequizar índios arredios".

## Fundação de Oriximiná
Tradicionalmente, o padre José Nicolino é retratado como o fundador do povoado de Uruá-Tapera, o qual por sua vez deu origem ao município de Oriximiná. A fundação teria ocorrido em junho ou dezembro de 1877, quando o padre teria vindo de Óbidos, liderando um grupo de homens para limpar o terreno. Todavia, a povoação é nominalmente citada no jornal "Treze de Maio" em 1853, como um local ideal para assentamento de uma colônia. A citada data de fundação também é incompatível com os registros das viagens efetuadas pelo padre, onde em 25 de novembro de 1876, lê-se que "no Uruá-Tapera embarcaram-se José Agostinho Leandro, digo, Agostinho Moisinho e João Garcia de Sena". Ou seja, a localidade já existia antes da suposta fundação.

## Mito da Capela de Ouro
Na região de Oriximiná, a história do padre José Nicolino costuma estar vinculada ao Mito da Capela de Ouro, um hipotético grande tesouro que o padre estaria procurando em suas viagens pelo rio Cuminá. Supostamente, o religioso teria encontrado uma igreja de ouro no meio da selva, e ao abrir suas portas, foi cegado por um feixe de luz que emanava das paredes douradas. Este teria sido o fim do padre, segundo os ribeirinhos, vítima da sua própria ambição. Obviamente, trata-se de um relato fantasioso; no mundo real, o religioso morreu muito provavelmente de malária, ao voltar de sua última expedição, sendo enterrado na igreja de Uruá-Tapera.

## Legado
Fundador ou não, de qualquer forma é inegável a contribuição do padre José Nicolino para a formação e o desenvolvimento de Oriximiná, bem como seu papel na negação da crença oitocentista de que os indígenas eram sujeitos brutos, incapazes de viver entre os ditos civilizados. O preconceito que muitos indígenas ainda hoje experimentam ao buscar a cidade para se escolarizar, atingiu a própria memória do padre José Nicolino, que foi transformado após sua morte num personagem anônimo em anedotas (tidas como relatos históricos), que o retratavam como um índio "de uma tribo do rio Xingu" que teria ido estudar na França; após o seu retorno, enviado para catequizar outros indígenas, desaparecera na selva, sendo dado como morto. Mas, conclui a anedota, não teria morrido, e simplesmente sido "reintegrado à sua tribo", tendo "renunciado às práticas do culto, às convicções religiosas e aos hábitos de cultura e civilização que adotara". A redescoberta dos escritos do padre José Nicolino, tem contribuído para dissipar tais anedotas e resgatar o seu legado, enquanto indígena e membro atuante da Igreja Católica.
Em Oriximiná há uma escola estadual de ensino médio, batizada em homenagem ao padre.

## Obras
- Diário das Três Viagens (1946, Imprensa Nacional)